# ایتنا اوپازیلا
ایتنا اوپازیلا (به لاتین: Itna Upazila) یک منطقهٔ مسکونی در بنگلادش است که در ناحیه کیشورگنج واقع شده‌است. ایتنا اوپازیلا ۴۰۱٫۹۴ کیلومتر مربع مساحت و ۱۳۲٬۹۴۸ نفر جمعیت دارد.